# Хан Ким Сіль
Хан Ким Сіль (24 січня 1968) — південнокорейська хокеїстка на траві.
Срібна призерка Олімпійських Ігор 1988 року, учасниця 1992 року.
Переможниця Азійських ігор 1990 року.